# Alfred Friedrich Siekiersky
Alfred Friedrich Siekiersky (* 20. Februar 1911 in Durlach; † 11. September 1991 in Karlsruhe) war ein deutscher Architekt, Baubeamter und Maler.

## Leben und Werk
Nach der Schule absolvierte er eine Lithografenlehre in Karlsruhe, danach besuchte er von 1929 bis 1933 die Karlsruher Kunstschule bei den Professoren Wilhelm Schnarrenberger und Karl Hubbuch. Anschließend war er in der Bauverwaltung der Deutschen Reichsbahn tätig, ab 1938 bei der Reichsbahndirektion Berlin, wo er von 1940 bis 1942 zum Architekten ausgebildet wurde. Nach dem Zweiten Weltkrieg arbeitete er zeitweilig bei den Architekten Willet und Haupt, wechselte dann aber 1948 zu Architekturbüros nach Südfrankreich. 1953 nahm er am Planungswettbewerb für die Schwarzwaldhalle teil. Oberbaudirektor Kölmel aus Karlsruhe veranlasste Siekiersky daraufhin, wieder nach Baden zurückzukehren. Bis zu seiner Pensionierung 1976 arbeitete er beim Hochbauamt I in Karlsruhe. Zu seinen Tätigkeiten dort zählten unter anderem die Planung der Landesfrauenklinik sowie der Lebensmitteluntersuchungsanstalt, der Wiederaufbau des Museums am Friedrichsplatz und die Sanierung des Karlsruher Landgerichts. Nach seiner Pensionierung widmete sich Siekiersky völlig der Malerei. Schwerpunkt seiner Gemälde sind Landschaftsszenen, die außer in Baden u. a. auch in Italien, Irland und der Schweiz entstanden. Werke von Siekiersky wurden verschiedentlich mit Preisen ausgezeichnet, zu seinem 70. Geburtstag fand eine Jubiläumsausstellung im Rathaus von Durlach statt. Einige seiner Werke sind in öffentlichem Besitz.